# You Young
You Young (Koreaans: 유영; Seoel, 27 mei 2004) is een Zuid-Koreaans kunstschaatsster. Ze werd in 2016 op elfjarige leeftijd de jongste nationaal kunstschaatskampioene, en verbrak daarmee het in 2003 vastgestelde record van de toen 12-jarige Yuna Kim.

## Biografie
You werd geboren in Zuid-Korea, verhuisde vanwege haar vaders werk op haar tweede naar Indonesië en bracht haar jeugd door in Singapore. Ze begon in 2010 met kunstschaatsen, nadat ze de Zuid-Koreaanse Yuna Kim de gouden medaille had zien winnen op de Olympische Winterspelen in Vancouver. Van 2011 tot 2013 deed You mee aan de nationale kampioenschappen van Singapore.
Op advies van haar voormalige schaatscoach Zhang Wei, een Chinees oud-kunstschaatser die later naar Singapore is verhuisd, ging ze in 2013 met haar moeder terug naar Zuid-Korea. In 2016 werd You op elfjarige leeftijd de jongste Zuid-Koreaanse nationaal kunstschaatskampioene ooit. De jaren erna zou ze de titel nog drie keer winnen (2018-2020). Vanwege haar jonge leeftijd mocht ze echter nog niet meedoen aan de internationale kampioenschappen. Wel deed ze twee keer mee aan de WK voor junioren (9e in 2018, 6e in 2019) en aan de Olympische Jeugdwinterspelen 2020. Hier won ze goud. Ook won ze in 2020 zilver op de 4CK.

## Persoonlijke records
Behaald tijdens ISU wedstrijden. 
|                     | punten | datum      | toernooi     |
| ------------------- | ------ | ---------- | ------------ |
| Hoogste totaalscore | 223.23 | 08-02-2020 | 4CK          |
| Hoogste korte kür   | 078.22 | 25-10-2019 | Skate Canada |
| Hoogste lange kür   | 149.68 | 08-02-2020 | 4CK          |

## Belangrijke resultaten
| Kampioenschap                                        | 14/15 | 15/16 | 16/17 | 17/18 | 18/19 | 19/20  | 20/21         | 21/22         | 22/23         |
| ---------------------------------------------------- | ----- | ----- | ----- | ----- | ----- | ------ | ------------- | ------------- | ------------- |
| Olympische Spelen                                    |       |       |       |       |       |        |               | 6e            |               |
| Wereldkampioenschap                                  |       |       |       |       |       | *      |               | 5e            |               |
| Viercontinentenkampioenschap                         |       |       |       |       |       | Zilver |               | 5e            |               |
| Nationaal kampioenschap                              | 6e    | Goud  | 5e    | Goud  | Goud  | Goud   | 4e            | Goud          | 11e           |
| Olympische Jeugdspelen                               |       |       |       |       |       | Goud   | geen deelname | geen deelname | geen deelname |
| WK junioren                                          |       |       |       | 9e    | 6e    |        | geen deelname | geen deelname | geen deelname |
| * WK afgelast naar aanleiding van de coronapandemie. |       |       |       |       |       |        |               |               |               |